# Лејла Решић
Лејла Решић (Приједор, СФРЈ, 8. децембар 1981) бошњачки је политичар и новинар. Садашњи је функционер Демократског народног савеза (ДНС). Бивши је министар управе и локалне самоуправе Републике Српске.

## Биографија
Лејла Решић је рођена 8. децембра 1981. године у Приједору, СФРЈ. Основну школу и гимназију завршила је у Приједору. Дипломирала је 2006. године на Факултету политичких наука у Сарајеву, одсјек журналистика. Радила је као уредник информативног програма на Радио-телевизији Републике Српске.
За министра управе и локалне самоуправе Републике Српске изабрана је 29. децембра 2010. године као члан владе Александра Џомбића, а на ту функцију је касније бирана и као члан прве и друге владе Жељке Цвијановић, као и прве владе Радована Вишковића.
Лејла Решић разрешена дужности министарке управе и локалне самоуправе 4. јуна 2020. године, а на њено место је дошла Сенка Јујић 16. јуна исте године.
Крајем октобра 2020. године је почела радити као портпарол у Агенцији за банкарство Републике Српске.